# 中华人民共和国对外援助

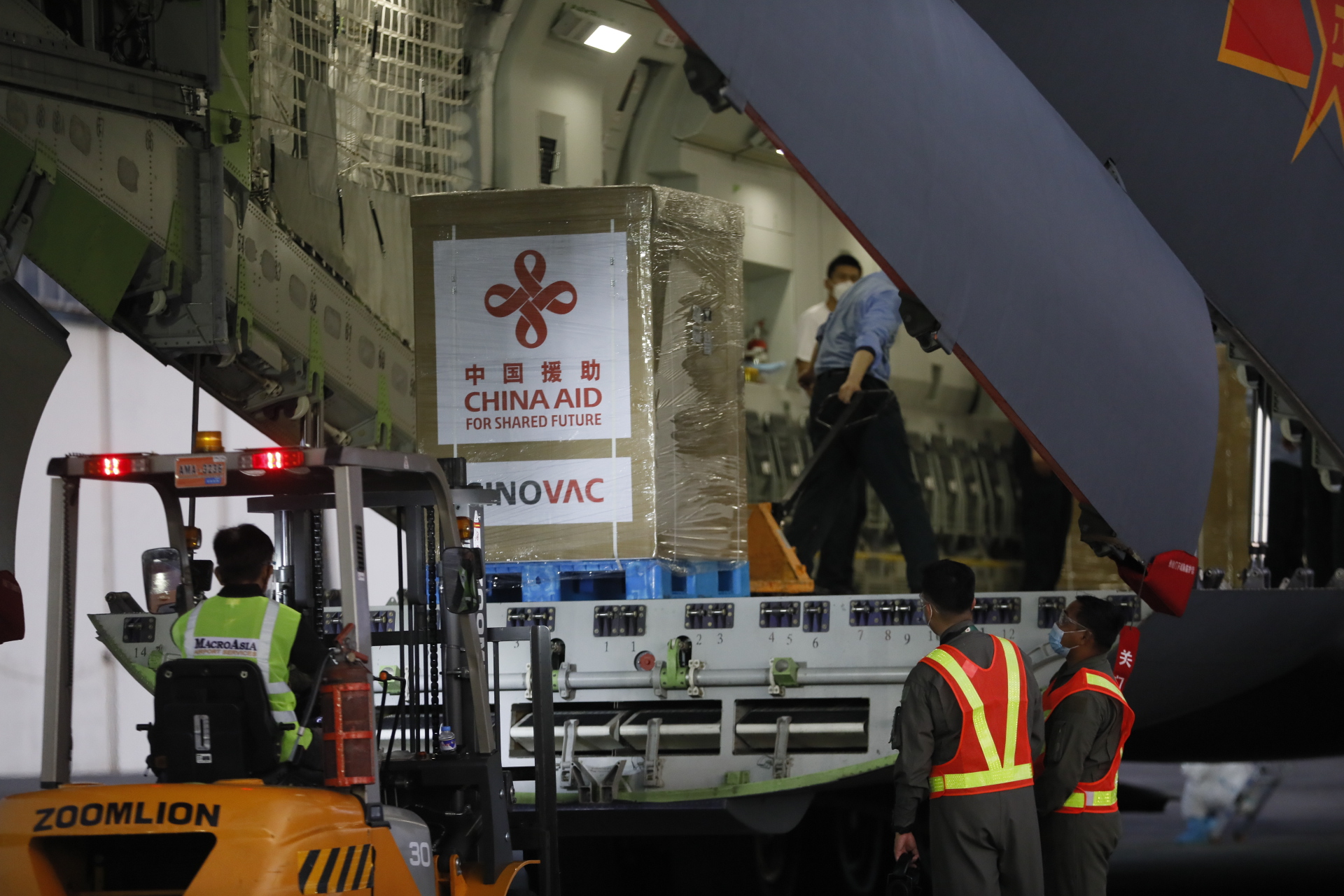
2021年2月28日，中国人民解放军空军派出运-20运输机向菲律宾援助60万剂2019冠状病毒病疫苗

中華人民共和國對外援助是指中华人民共和国建国后，向亚洲、非洲、拉丁美洲、加勒比、大洋洲和东欧等地区共120多个发展中国家提供的经济和技术援助。目前由国家国际发展合作署主管。

## 援助项目

### 经济基础设施
截至2009年底，中国共帮助发展中国家建成442个经济基础设施项目。
- 朝鲜：丹东新鸭绿江大桥，总工程费22亿元，全部由中方承担。图们江大桥，工程费约1.37亿元，全部由中方出资。
- 缅甸滚弄大桥、中缅友谊桥
- 坦赞铁路
- 蒙古纵贯铁路
- 埃塞俄比亚复兴大坝
- 苏丹麦罗维大坝
- 中尼友谊桥[1]、热索桥[2]
- 塔吉克斯坦沙尔－沙尔隧道，无偿援助[3]。
- 巴基斯坦伊斯兰堡国际机场[4]、喀喇昆仑公路、瓜达尔港

也门萨那至荷台达公路、索马里贝莱特温－布劳公路、马耳他干船坞、喀麦隆拉格都水电站、毛里塔尼亚友谊港、博茨瓦纳铁路改造、孟加拉国6座大桥、昆曼公路老挝段、缅甸大湄公河次区域信息高速公路、柬埔寨7号公路、埃塞俄比亚格特拉立交桥等项目。
柬埔寨
- 1956年2月，西哈努克首次访问中国，双方签署了友好条约，中国无偿援助柬埔寨价值800万英镑的物资和商品[註 1]，援助建设磅湛纺织厂、金边附近的岱埃胶合板厂和桔井省的川龙造纸厂[5]。

- 1958年，中国又援建贡布省的乍格雷丁水泥厂、金边附近的斯栋棉吉玻璃器皿厂和在马德望省的第二纺织厂[5]。

- 特大型桥梁：上丁省西公大桥、北克丹桥大桥、白电目大桥、达克茂大桥、新水净华大桥、上丁省横跨湄公河大桥、桥干拉省哥通县跨百色河大桥[6]、格罗奇马湄公河大桥[7]。

### 公共设施
截至2009年底，中国共帮助发展中国家建成687个各类公共设施项目。
- 刚果（金）烈士体育场
- 新老挝国家体育场

斯里兰卡纪念班达拉奈克国际会议大厦、苏丹友谊厅、加纳国家剧场、埃及开罗国际会议中心、科摩罗广播电视中心、缅甸国际会议中心、肯尼亚国际体育中心、斐济多功能体育馆、坦桑尼亚国家体育场等公共设施和体育设施，成为当地社会政治文化活动的中心和城市标志性建筑。毛里塔尼亚首都供水工程、柬埔寨打井项目、坦桑尼亚查林兹供水项目、尼日尔津德尔供水工程、安哥拉经济住宅项目、苏里南低造价住房项目等社会公共福利设施
至2011年底，中华人民共和国帮助受援国建成了2200多个生产、生活相关的各类项目，还派遣技术人员赴当地提供技术服务和指导。还向受援国提供了大批物资和现金援助。

## 教育
截至2009年底，中国共帮助发展中国家建成130多所学校。累计资助来自119个发展中国家共计70627名留学生来华进行各类专业学习，其中，2009年向11185名留学生提供了奖学金。共派遣近1万名援外教师。共为受援国培训校长和教师1万余名。
- 2019年3月，中国向萨尔瓦多学生捐赠1.5万台便携式电脑[8]，惠及全国558所公立学校和30多万名学生[9]。

## 医疗
截至2009年底，中国共帮助发展中国家建成100多所医院和医疗服务中心，并提供大量医疗设备和药品。另有30多所医院正在建设之中。
中国援建的也门塔兹医院、中非友谊医院、几内亚比绍卡松果医院、津巴布韦奇诺伊医院、乍得自由医院、老挝琅勃拉邦医院等。近3年来，中国为非洲国家设立了30个疟疾防治中心，并提供价值1．9亿元人民币的青蒿素类抗疟药品。
- 缅甸：2017年，驻缅甸使馆援建了仰光杜庆芝医院升级改造项目，杜庆芝医院成为第一所“中缅友好医院”。2019年5月，由驻缅甸使馆援建的纳茂人民医院，成为第二所“中缅友谊医院”[10]。

### 援外医疗队
1963年，中国向阿尔及利亚派出第一支医疗队。自1963年截至2009年底，中华人民共和国先后向69个发展中国家派遣了援外医疗队，派出医务人员约21,000人次，经中国医生诊治的受援国患者达2.6亿人次。

## 经济援助
所罗门群岛与中国大陆建交后，2019年11月，“身份保密的中国私人出资方"将通过北京的金融中介商Terry Wong提供1000亿美元贷款。

### 减免债务
中国政府在2000年中非合作论坛第一届部长级会议、2005年联合国发展筹资高级别会议、2006年中非合作论坛北京峰会、2008年联合国千年发展目标高级别会议、2009年中非合作论坛第四届部长级会议和2010年联合国千年发展目标高级别会议上，先后6次宣布免除与中国有外交关系的重债穷国和最不发达国家对华到期无息贷款债务。截至2009年底，中国与非洲、亚洲、拉丁美洲、加勒比和大洋洲50个国家签署免债议定书，免除到期债务380笔，金额达255．8亿元人民币。
减免不发达国家的对华债务。截至2011年底，中华人民共和国已累计免除50个重债穷国和最不发达国家到期债务391笔。
2006年11月，胡锦涛说，中国将免除同中国有外交关系的所有非洲重债穷国和最不发达国家截至2005年底到期的政府无息贷款债务。

## 援外志愿者
自2005年起，中华人民共和国开始对外派遣青年志愿者工作。迄今，已向19个国家派遣了470多名援外志愿者，开展汉语教学、中医治疗、农业科技、体育教学、计算机培训、国际救援等方面的志愿服务。

## 重大灾害援助
对遭受重大自然灾害的国家及时提供紧急人道主义援助，中华人民共和国对外共提供近200次的人道主义救灾援助。
2004年12月印度洋海啸发生后，中国开展了对外援助历史上规模最大的紧急救援行动，向受灾国提供各种援助共计7亿多元人民币。
2011年12月22日，热带风暴“天鹰”引发菲律宾南部多个省份发生严重洪灾，中国向菲律宾提供100万美元救灾援助，另外，中国驻菲律宾大使馆向菲方提供1万美元紧急救灾援助。
2020年4月2日，受2019冠状病毒病疫情的影响，中国政府援助俄罗斯医用口罩、防护服、外科手套、体温计、鞋套等抗疫物资，总重约25.5吨。
2020年5月18日，中华人民共和国领导人习近平在第73届世界卫生大会视频会议开幕式致辞时宣布，中国两年内将提供20亿美元国际援助，用于支持受2019冠状病毒病疫情影响的国家，特别是发展中国家抗疫斗争及经济社会恢复发展。
2020年5月22日，中国政府援助俄罗斯的第二批抗2019冠状病毒病疫情的物资全部到达，包括检测试剂盒、医用防护服、医用外科口罩、医用隔离眼罩等，总重量约103吨。
2020年6月4日，中华人民共和国总理李克强在全球疫苗峰会视像会议致辞，表示中国将继续支持世界卫生组织在统筹疫苗研发等方面发挥作用，亦愿意为全球疫苗免疫联盟提供捐助。
2020年6月17日，中国—非洲团结抗疫特别峰会，中华人民共和国领导人习近平宣布免除有关受2019冠状病毒病疫情影响的非洲国家截至2020年底到期对华无息贷款债务。非洲联盟委员会主席法基表示，中国已经向非洲11个国家派出148人次抗疫医疗专家组。
2020年8月9日，中国政府宣布将为黎巴嫩提供100万美元现汇援助，援助遭受贝鲁特爆炸事故伤害的黎巴嫩民众。

## 军事相关
朝鲜战争
越南战争
越南战争中，中国援助北越大量坦克、枪、炮，以及军装等各种军需物资。此外，中国人民解放军还帮助训练北越军队，传授游击战知识，派遣军事顾问。帮助援建北越大量工业设施和铁路。中国于1965年春决定向北越派遣铁道兵、工程兵、高射炮兵等部队帮助北越抗击美军轰炸、铁路的抗轰炸抢修保障、建设重要公路、机场、以及红河三角洲及附属海岛的抗登陆紧急战备工程等设施。从1965年到1970年累计32万中国人民解放军士兵被派往北越，巅峰时1967年有17万人。文革中也有数量不详的年轻人自愿越境前往反对美国的最前线参加战斗。
中国援越部队及援越工程技术人员等在越共计1433人牺牲（阵亡或病逝、意外事故等）、4200余人负伤。

## 中非合作论坛
2000年10月，中非合作论坛第一届部长级会议上，中国政府宣布了减免非洲重债穷国和最不发达国家100亿元人民币债务和设立“非洲人力资源开发基金”等举措。
2003年12月，中非合作论坛第二届部长级会议，中国政府宣布3年内为非洲培养1万名各类人才以及给予非洲部分最不发达国家部分输华商品免关税待遇等举措。
2012年7，中非合作论坛第五届部长级会议，向非洲国家提供200亿美元贷款额度，为非洲培训3万名各类人才，提供政府奖学金名额18000个，并为非洲国家援建文化和职业技术培训设施，派遣1500名医疗队员，同时继续为非洲白内障患者提供相关免费治疗，继续援助打井供水项目。
2018年中非合作论坛北京峰会，习近平表示，中国将免除与中国有外交关系的非洲最不发达国家、重债穷国、内陆发展中国家、小岛屿发展中国家截至2018年底到期未偿还政府间无息贷款债务。中国将向非洲受灾国家提供10亿元人民币紧急人道主义粮食援助，向非洲派遣500名高级农业专家，培养青年农业科研领军人才和农民致富带头人。提供150亿美元的无偿援助、无息贷款和优惠贷款；提供200亿美元的信贷资金额度；支持设立100亿美元的中非开发性金融专项资金和50亿美元的自非洲进口贸易融资专项资金；推动中国企业未来3年对非洲投资不少于100亿美元。

## 一带一路

### 丝路基金
中華人民共和國政府出資400亿美元，於2014年成立丝路基金以推動亞洲地區經濟發展。基金將向「一帶一路」沿線國家的基建、開發、產業合作等項目提供融資。2017年，习近平再宣布向该基金增资1000亿人民幣。

## 爭議

### 債務陷阱
中國曾貸款給斯里蘭卡興建漢班托塔港，但由於斯里蘭卡無法償還債務，該港口和附近15000英畝土地被交由中國招商局港口公司，租期99年，此舉被西方媒體批評為債務陷阱外交
，不過有斯里蘭卡官員反駁此一說法，表示去年該國所有的欠款已經還清，今年的債務還款也能夠應對，並不是什麼很艱巨的任務。

### 網友不滿中國政府減免外國債務
2020年6月7日，中國外交部副部長馬朝旭在記者會上宣布，中國積極參與並落實20國集團暫緩最貧困國家債務償付的倡議，向77個發展中國家和地區暫停債務償還。然而中國政府並未列出77個受惠國家和地區的名單，更有網友追問77國家和地區名單及「撒幣」數字。
2020年8月18日，中国国务委员兼外交部长王毅在中非合作论坛第八届部长级会议成果落实协调人会议上表示，中方致力与非洲国家的共同发展，将免除非洲17国截至2021年年底对华到期无息贷款债务23笔。消息遭到大量网民的批评，认为中国政府无视国内民生困苦、经济衰退，却在国际社会“撒币充老大”，花钱买来非洲各国对“一个中国”政策的支持。最終微博將相關話題撤下。